# Jack Davis (homme politique canadien)
Pour les articles homonymes, voir Jack Davis.
Jack Davis, né le 31 juillet 1916 à Kamloops et mort le 27 mars 1991 à West Vancouver, est un ingénieur, économiste et homme politique britanno-colombien (canadien).
Il siège en tant que député aux niveaux fédéral et provincial.